# Norra Hennevikstjärnet
Norra Hennevikstjärnet är en sjö i Bengtsfors kommun i Dalsland och ingår i Göta älvs huvudavrinningsområde.